# Podhůra
Podhůra (356 m n. m.) je návrší v severním podhůří Železných hor. Na sever klesá do roviny České křídové tabule, na jihovýchod mírně stoupá k plochému vrcholu Hůra (392 m n. m.) Vrchol je zalesněný. Lokalita je součástí komplexu rekreačních lesů Podhůra města Chrudim.

## Poloha a popis
Podhůra se zvedá z roviny mezi obcí Rabštejnská Lhota a městy Chrudim a Slatiňany. Poblíž vrcholu se křižují lesní silnice bez automobilového provozu v severo-jižním a východo-západním směru. Půl kilometru na sever pod vrcholem je veřejné parkoviště.

## Turisticko-sportovní atrakce na Podhůře
- Rozhledna Bára je dřevěná vyhlídková věž od architekta Martina Rajniše.
- Singltrek Podhůra je lehký trail pro horská kola.
- Čertova skalka je 15 metrů vysoký křemencový útes, pozůstatek mohutného souskalí, které bylo odtěženo[1], a slouží jako horolezecká stěna [2]
- Nocoviště Bára je bezplatné tábořiště pod rozhlednou [3]
- Součástí rekreačního areálu je lesní tělocvična, dětské hřiště, ohniště pod skalkou a v sezoně otevřené občerstvení. Bývalý lanový park je zrušený.

## Galerie

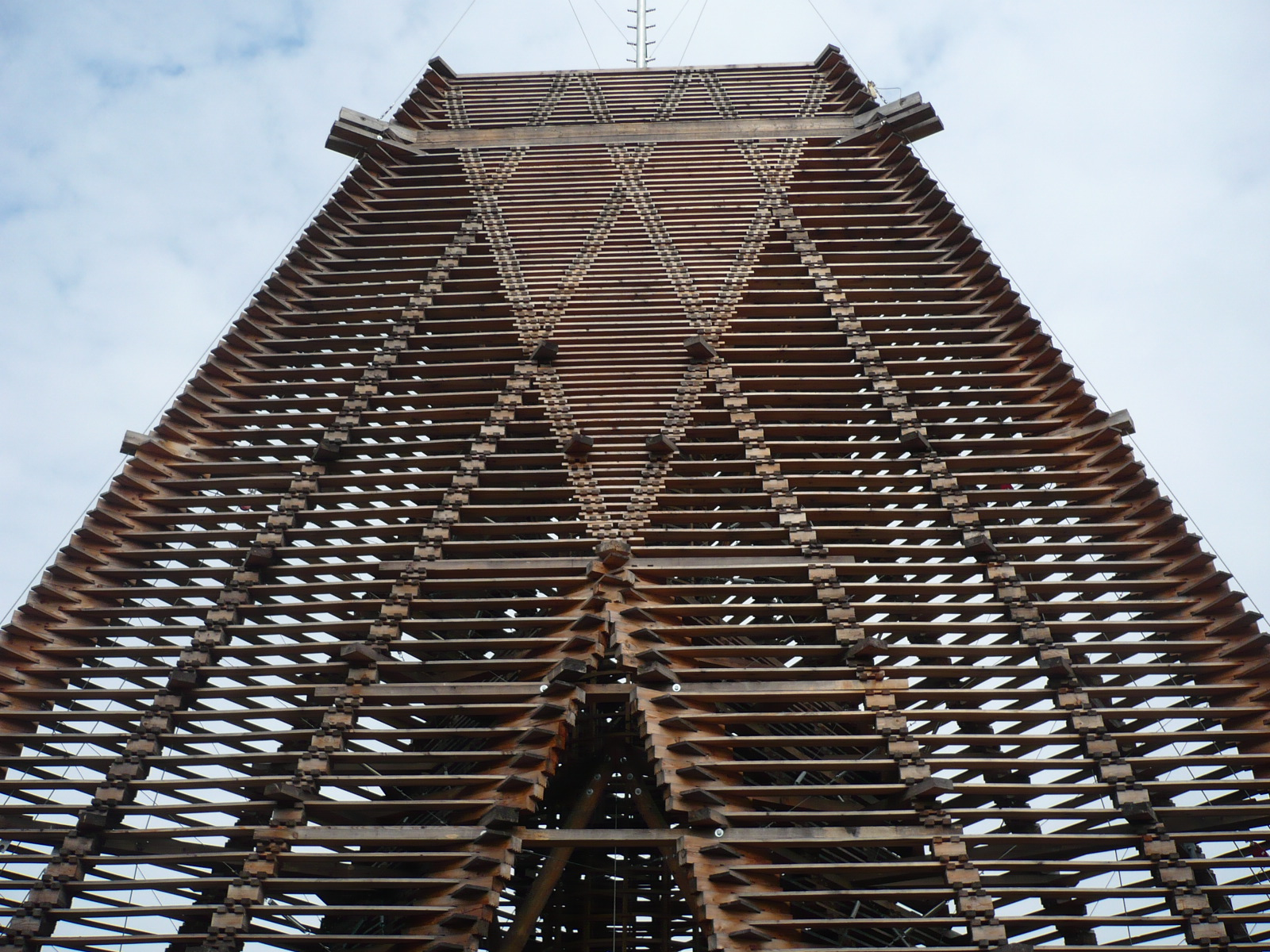
Rozhledna Bára
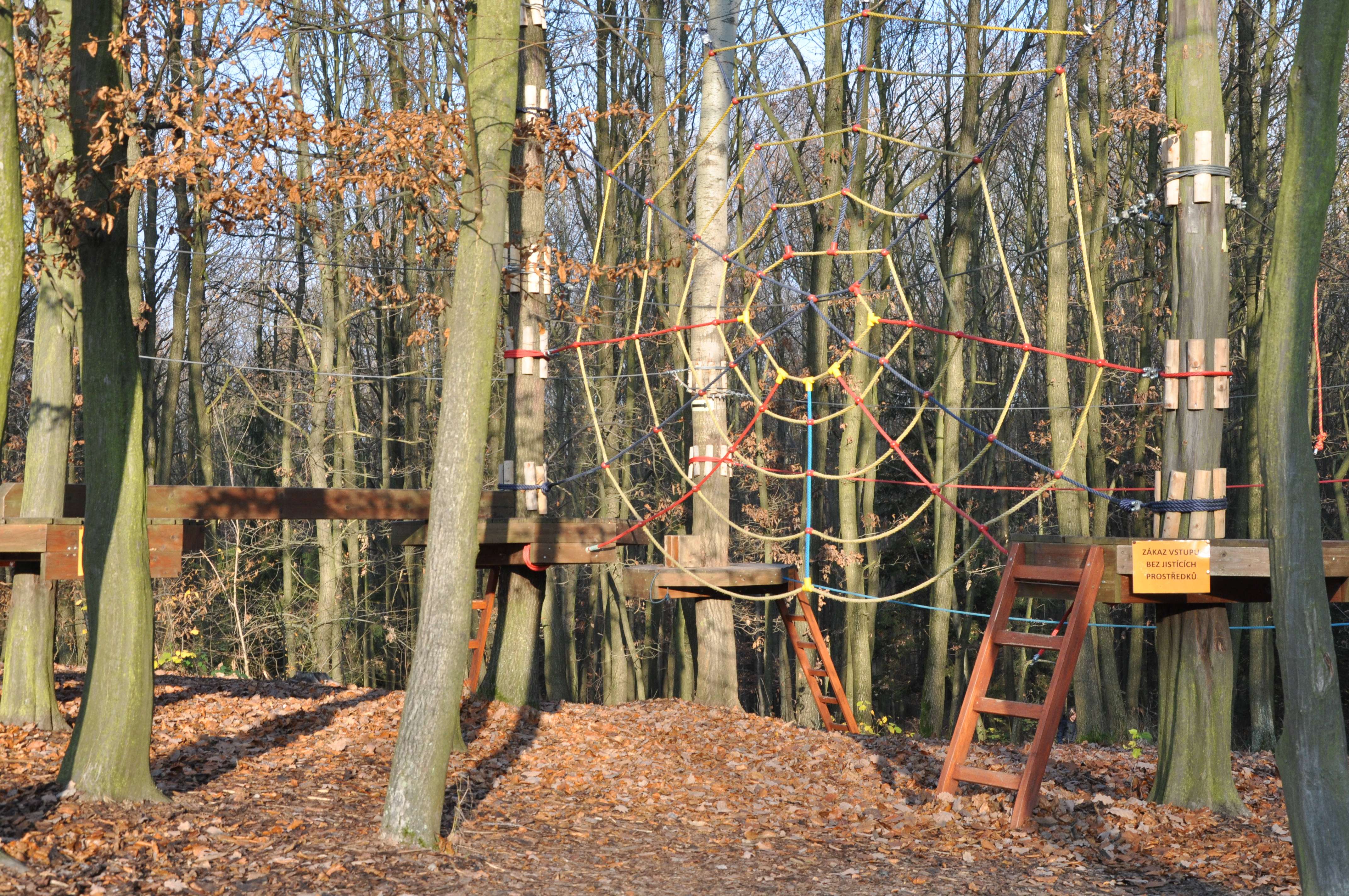
Lanový park Podhůra
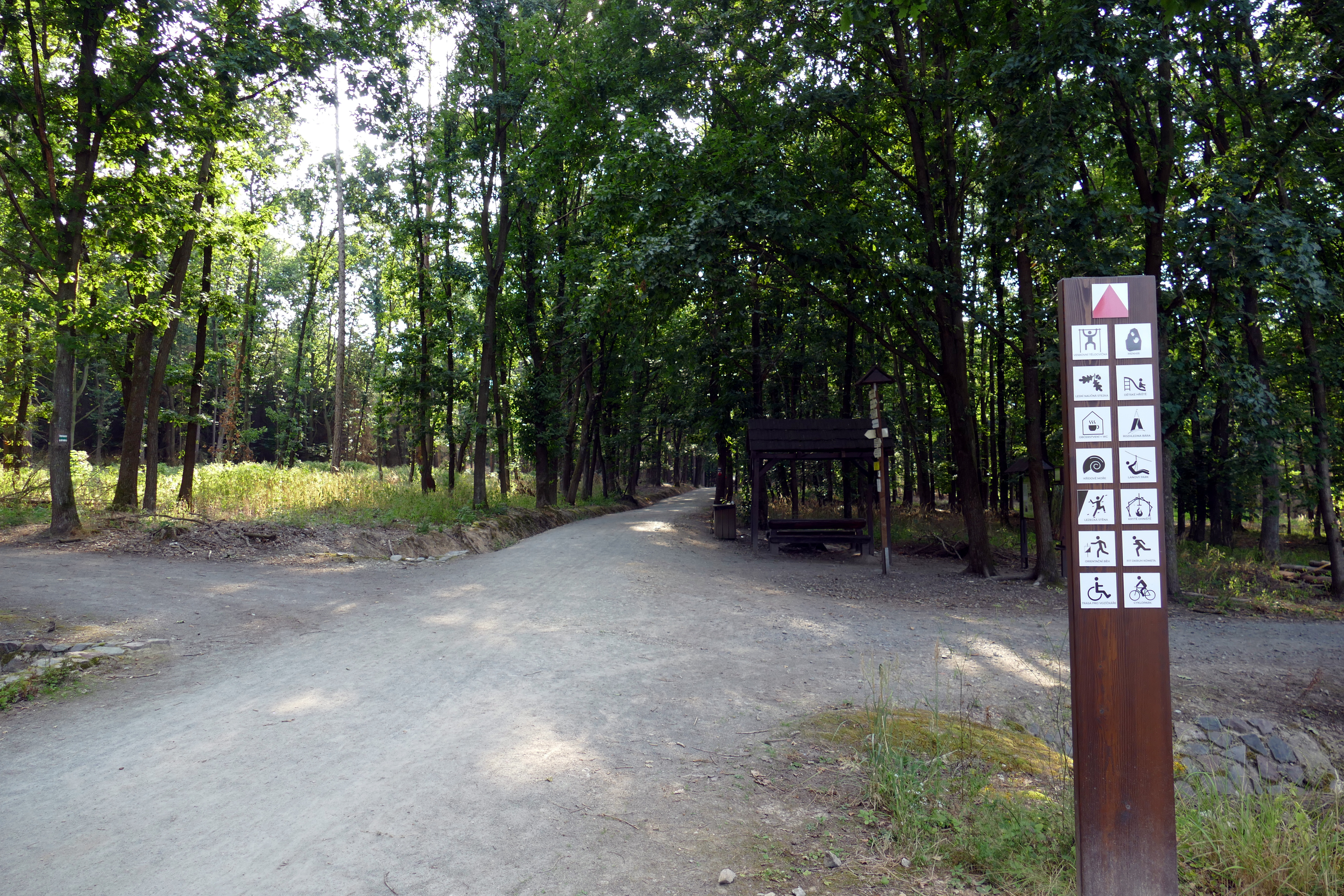
Turistické značení v rekreačním lese
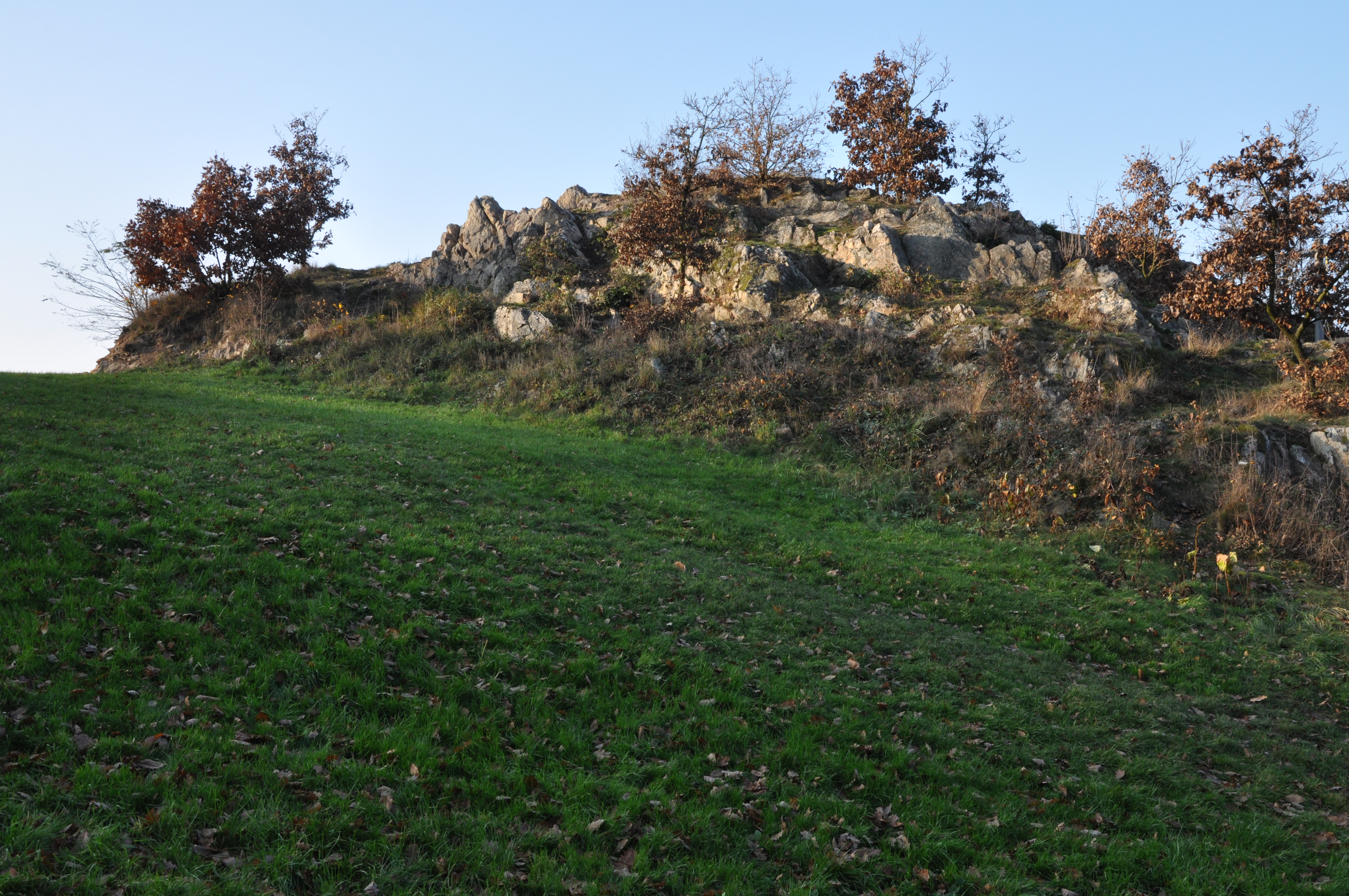
Skalka u lanového parku
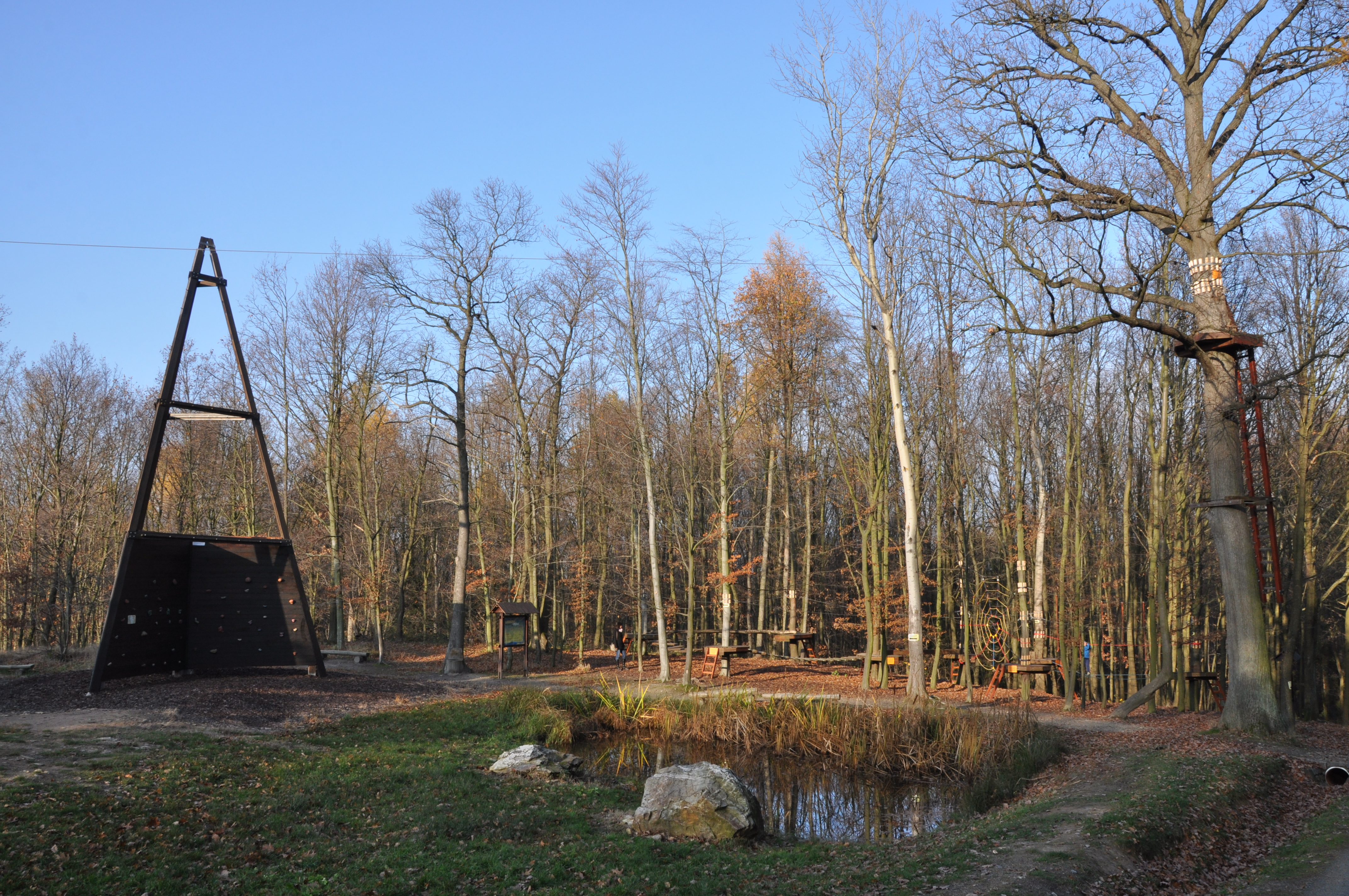
Jezírko na vrcholu